# Majan Jelvani
Majan Jelvani (Saarbrücken, 18 febbraio 1999) è un giocatore di football americano tedesco che gioca come cornerback per gli Stuttgart Surge.
Dopo aver giocato per le giovanili dei Saarland Hurricanes dal 2013 al 2018 si è trasferito nel 2019 ai Cologne Crocodiles e da lì nel 2022 in ELF, prima ai Rhein Fire e successivamente agli Stuttgart Surge.
I suoi fratelli Sasan e Bijan giocano a football americano, il primo in ELF e il secondo in GFL.